# Mus saxicola
Mus saxicola је врста глодара из породице мишева (лат. Muridae). 

## Распрострањење
Врста је присутна у Индији, Непалу и Пакистану.

## Станиште
Врста Mus saxicola има станиште на копну.
Врста је по висини распрострањена од нивоа мора до 1.000 метара надморске висине. 

## Угроженост
Ова врста није угрожена, и наведена је као последња брига јер има широко распрострањење.

### Популациони тренд
Популација ове врсте је стабилна, судећи по доступним подацима.